# Muyuapan
Muyuapan är en ort i Mexiko.   Den ligger i kommunen Tetela de Ocampo och delstaten Puebla, i den sydöstra delen av landet, 150 km öster om huvudstaden Mexico City. Muyuapan ligger 2 662 meter över havet och antalet invånare är 231.
Terrängen runt Muyuapan är kuperad åt sydväst, men åt nordost är den bergig. Runt Muyuapan är det ganska tätbefolkat, med 67 invånare per kvadratkilometer. Närmaste större samhälle är San Miguel Tenextatiloyan, 18,8 km öster om Muyuapan. I omgivningarna runt Muyuapan växer i huvudsak blandskog.